# Nikolai Iwanowitsch Putilow

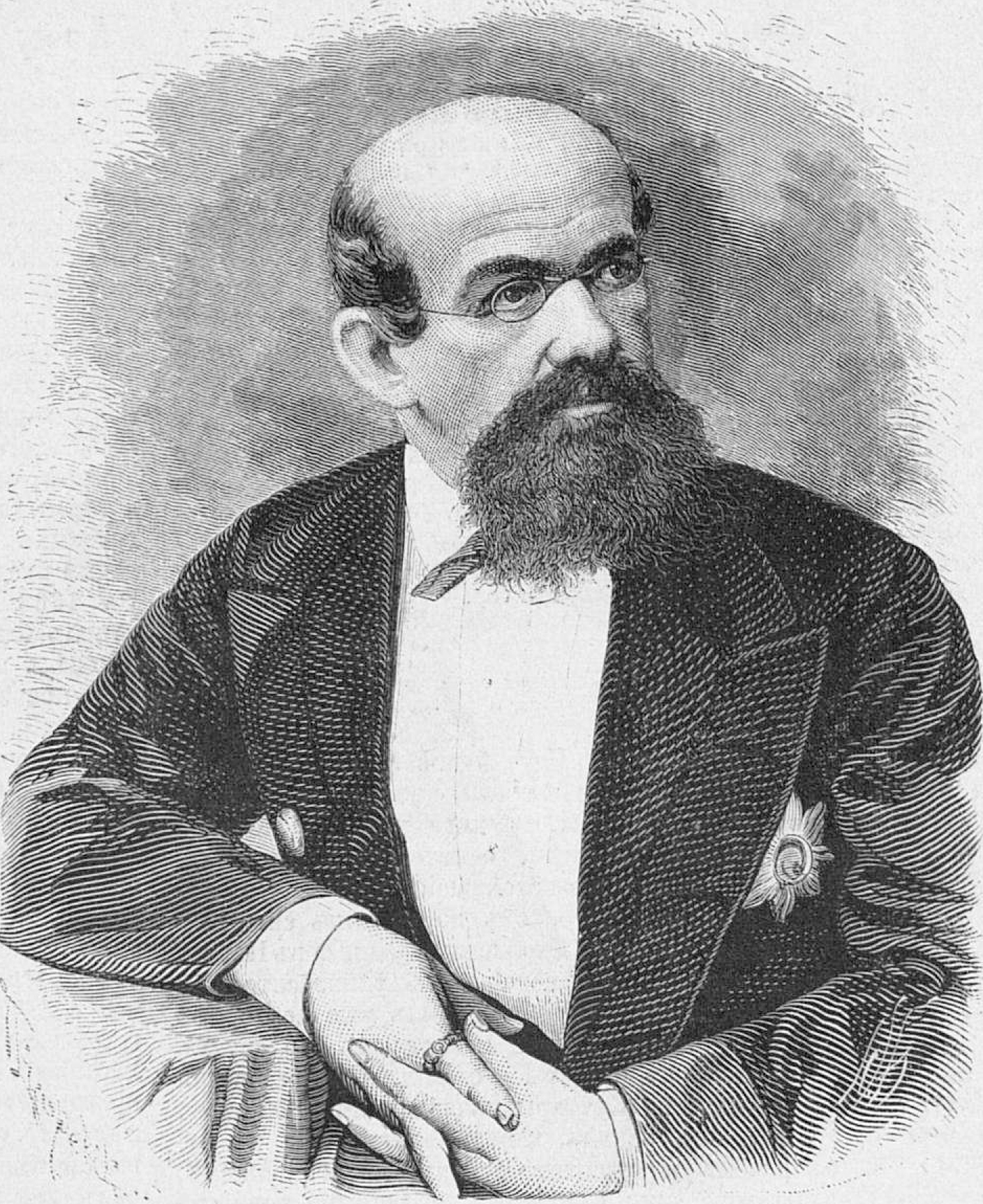
Nikolai Iwanowitsch Putilow

Nikolai Iwanowitsch Putilow (russisch Никола́й Ива́нович Пути́лов; * 1820 im Dorf Jerjuchino bei Borowitschi; † 18. Apriljul. / 30. April 1880greg. in St. Petersburg) war ein russischer Unternehmer und Metallurg.

## Leben
Putilow, Sohn eines kleinadligen Invaliden des Krieges 1812, schloss 1840 seine Offiziersausbildung im Marine-Kadettenkorps in St. Petersburg ab und blieb dann dort als Mathematik-Dozent. Er veröffentlichte einen Aufsatz über einen Fehler in Cauchys Integralrechnung. Als Ostrogradskis Assistent untersuchte er Probleme der Ballistik und veröffentlichte zusammen mit Ostrogradski. Aus Gesundheitsgründen wurde er 1843 auf die Krim zum Militäringenieur-Korps versetzt und war verantwortlich für den Bau verschiedener Objekte. 1848 kehrte er nach St. Petersburg zurück und wurde Beamter für Sonderaufträge beim Direktor der Marine-Schiffbau-Abteilung.
1854 während des Krimkrieges wurde Putilow dem Leiter des Marineministeriums Großfürst Konstantin Nikolajewitsch, der die Verteidigung Kronstadts gegen die anglo-französische Flotte organisierte, als fähiger Organisator empfohlen. Unter den Bedingungen der anglo-französischen Blockade organisierte Putilow mit der Methode der Netzwerkplanung die Produktion von Dampfmaschinen, Dampfkesseln und Materialien in den St. Petersburger Werkstätten für Schraubenkanonenboote, Korvetten und Klipper. Auch sorgte er für die Ausbildung von Arbeitslosen und deren Einstellung als Mechaniker. Im Mai 1855 wurden die ersten 32 mit Putilows Dampfmaschinen ausgestatteten Schraubenkanonenboote im flachen Wasser des Finnischen Meerbusens zu Wasser gelassen. In den folgenden acht Monaten entstanden 35 Kanonenboote sowie 14 Korvetten und Klipper. Dazu baute er drei Schwimmdocks und Reparaturwerkstätten in der Kronstädter Pulverfabrik. Er verursachte keine Mehrausgaben und erzielte sogar eine Ersparnis von 4 %. Für seine Erfolge stieg er zum Oberbeamten für Sonderaufträge und Adelsrat (7. Adelsrang in der Rangtabelle) auf und erhielt den Sankt-Stanislaus-Orden 2. Klasse. Die Unternehmerschaft überreichte ihm einen Silberkranz mit 81 Blättern, auf denen die Namen der von Putilow gebauten Schiffe eingraviert waren.

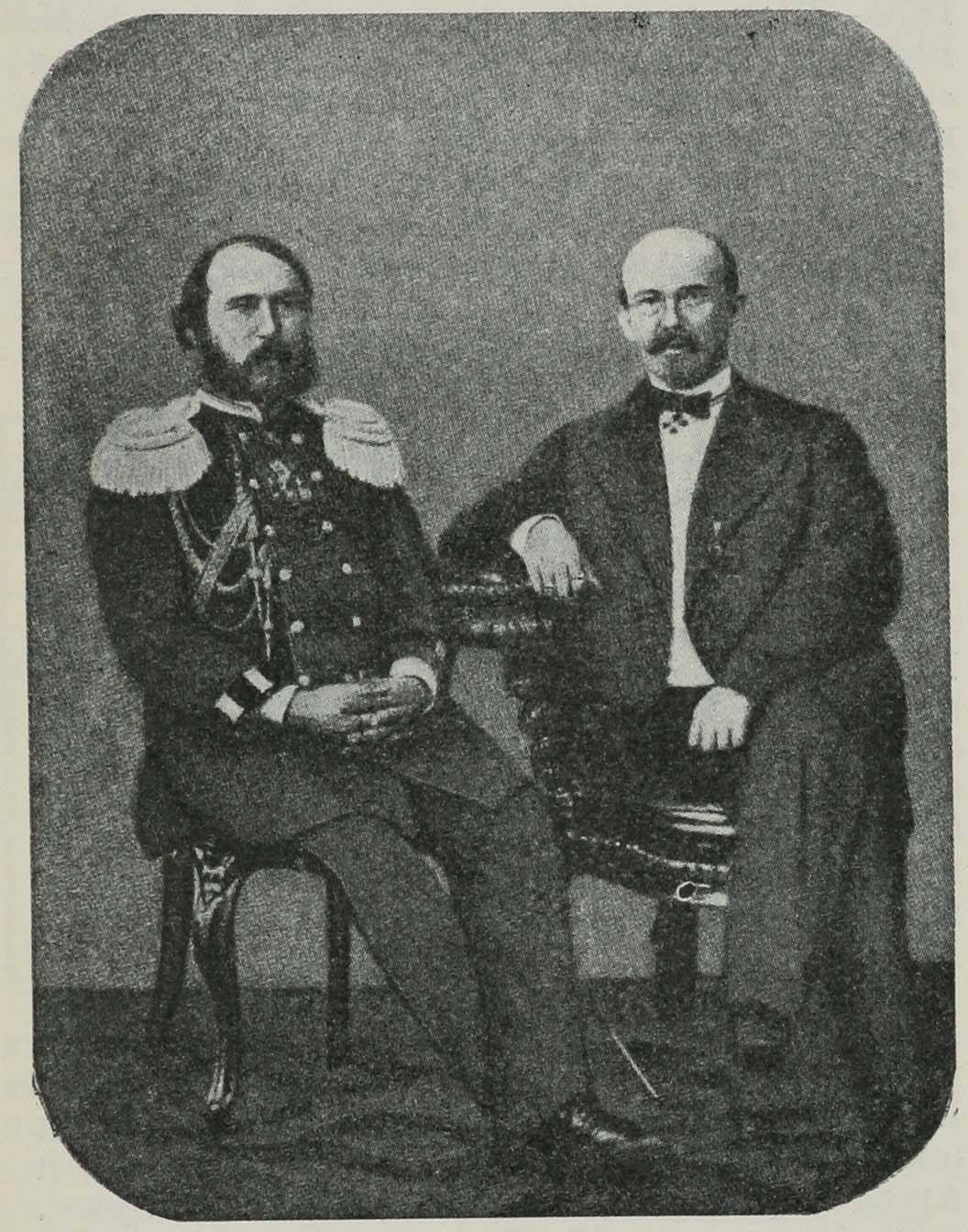
P. M. Obuchow und N. I. Putilow

1857 schied Putilow aus dem Staatsdienst aus. Mit Kredit des Marineministeriums reorganisierte er vier Werke in Finnland und lieferte Qualitätskesselstahl als Ersatz für britischen. Als Erster in Russland begann er, Metallschrott im industriellen Maßstab einzuschmelzen. 1863 organisierte er zusammen mit dem Metallurgen P. M. Obuchow und dem Kaufmann der 1. Gilde S. G. Kudrjawzew den Bau eines Stahlwerks auf dem Gelände der früheren Baumwollspinnerei Alexander-Manufaktur nicht weit von St. Petersburg am Newa-Ufer nahe der Nikolaibahn, das nach Obuchows Tod den Namen Obuchow-Werk erhielt. Putilow hielt ein Drittel des Stammkapitals. Im Auftrag der Regierung entwickelte er ein Verfahren zur Herstellung von Granaten aus gehärtetem Stahl, wodurch er das Monopol der deutschen Hersteller brach. 1868 kaufte er einen bankrotten Gießerei- und Maschinenbaubetrieb, der 1872 als Putilow-Werk Basis der von Putilow gegründeten Gesellschaft der Putilow-Werke wurde. In diesem Werk wurden nun Stahl und Waffen hergestellt, womit die Abhängigkeit von England endete.
Der harte Winter 1867–1868 brachte den Eisenbahnverkehr zum Erliegen, da die importierten Schienen in der Kälte brachen. Putilow löste das Problem durch eine bezüglich Festigkeit, Zähigkeit und Betriebseigenschaften optimierte Schiene, die zudem 30 % billiger war als die englische oder deutsche. Innerhalb von Wochen wurde das Werk für die Schienenherstellung aufgebaut und Schienen gewalzt (Putilow-Produktionsaufbauschema, das während des deutschen Angriffs 1941 für die Werksverlagerungen hinter den Ural wieder benutzt wurde). 1870 etablierte sich die Putilow-Eisenbahn-Genossenschaft zur Sicherung der Transportwege für die Produktionsauslieferung in St. Petersburg.
Putilow veröffentlichte viele technische Arbeiten und machte Erfindungen insbesondere zur Stahlherstellung und dem Prozess in der Bessemerbirne, zum Tiefziehen von Artilleriegranaten und zur Verwendung alter Schienen im Hochbau. Er war nun Wirklicher Staatsrat (4. Adelsrang). 1869 begann Putilow mit der Vorbereitung seines letzten Projektes zum Bau eines Seehafens und eines Seekanals von St. Petersburg bis zur Insel Kotlin. 1874 genehmigte Zar Alexander II. den Seekanal, und Putilow und Genossen erhielt den Auftrag. Nach dem Tode Putilows vollendeten seine Kompagnons P. A. Borejsza und S. P. Maximowitsch das Projekt. 1885 wurde der Kanal eröffnet, und der Bau des neuen Handelsseehafens begann.
Putilow wurde seinem Willen gemäß am Damm des neuen Seehafens begraben, und seine Arbeiter trugen den Sarg dahin auf dem langen Weg von über 21 km. Zar Alexander II. hätte einer Beerdigung in der Peter-und-Paul-Kathedrale in der St. Petersburger Peter-und-Paul-Festung zugestimmt. 1907 wurden Putilow und seine Frau Jekaterina Iwanowna in die neue Werkskirche unter den Altar umgebettet. In sowjetischer Zeit wurde der Altar abgerissen, und beim Bau von Fundamenten für eine Presse wurden die Särge entdeckt und in der Heizung verbrannt. Die Putilow-Kirche blieb erhalten und dient wieder als Kirche.